# Michel Nok
Michel Nok (Paramaribo, 13 juli 1971) is een oud-profvoetballer uit Nederland, die werd geboren in Suriname. Hij speelde als verdediger en kwam achtereenvolgens uit voor Bijlmer, Haarlem, De Zwarte Schapen, Telstar, De Graafschap en het Zweedse IK Brage.
Nok werd later voetbaltrainer bij vv Bijlmer, SV Real Sranang, SV Nieuw Utrecht, Telstar en Legmeervogels